# Schemers
Schemers (engl. für „Schlawiner“) ist ein Filmdrama von Dave McLean, das am 29. Juni 2019 beim Edinburgh International Film Festival seine Premiere feierte und am 25. September 2020 in die Kinos im Vereinigten Königreich kam.

## Handlung
Davie ist ein Träumer und lebt in Dundee. Er verliebt sich in die hübsche angehende Krankenschwester Shona. Seine vielversprechende Fußballkarriere endet nach einer Verletzung, und nach dem Krankenhausaufenthalt versucht er sein Glück am College. Als er erkennt, dass er für eine akademische Karriere nicht gemacht ist, keinem Nine-to-Five-Job nachgehen will und er seine Spielschulden nicht bezahlen kann, versucht er sich gemeinsam mit seinen Freunden John und Scot als Promoter. Sie wollen Bands wie Iron Maiden buchen, die in der Caird Hall in Dundee auftreten sollen.

## Produktion
Regie führte Dave McLean. Schemers ist von McLeans eigenen Versuchen Ende der 1970er Jahre inspiriert, im Musikgeschäft Fuß zu fassen. Entschlossen, seinem Hintergrund zu entkommen, avancierte er zu einem erfolgreichen Musikförderer. Während der sogenannten Swinging Sixties waren in Dundee kriminelle Ghettos entstanden, deren Bewohner  Schemers genannt wurden. Da die alten Industrien überall um sie herum starben und die Aussichten für jemanden wie McLean düster waren, begann er, die Gestaltung seiner Zukunft selbst in die Hand zu nehmen.
Conor Berry ist in der Hauptrolle von Davie zu sehen, Sean Connor und Grant Robert Keelan spielen seine Freunde Scot und John. Tara Lee spielt Shona.
Die Dreharbeiten fanden ausschließlich in McLeans Heimatstadt Dundee statt. Als Kameramann fungierte Alan McLaughlin.
Der Film wurde am 29. Juni 2019 beim Edinburgh International Film Festival erstmals gezeigt. Am 25. September 2020 kam er in die Kinos im Vereinigten Königreich.

## Rezeption

### Kritiken
Fionnuala Halligan von Screen Daily beschreibt den Film als ein Eitelkeitsprojekt des schottischen Ex-Rock-Promoters Dave McLean in Bezug auf seine eigene Jugend in Dundee. McLean habe einen allgegenwärtigen Voice-Over geschrieben, der als eine Art Liebesbrief an sein jüngeres Ich fungiert. Dabei sei der Film so absurd von Davies unbändigem Jack-the-Lad-Charme überzeugt, dass er einen umgekehrten Effekt hat. Schemers beantworte nie wirklich die Frage, warum es uns interessieren sollte, ob Davie erfolgreich ist oder nicht, während der Soundtrack aus den 1980er Jahren einen sehnsüchtig an glücklichere Zeiten erinnert, die man bereits aus dem Film Sing Street aus dem Jahr 2016 kenne.

### Auszeichnungen
Edinburgh International Film Festival 2019
- Auszeichnung mit dem Publikumspreis (Dave Mclean)[6][7]